# Urverk

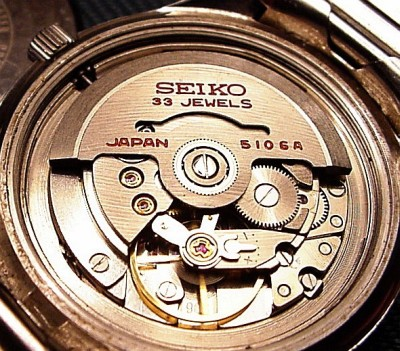
Självuppdragande urverk.

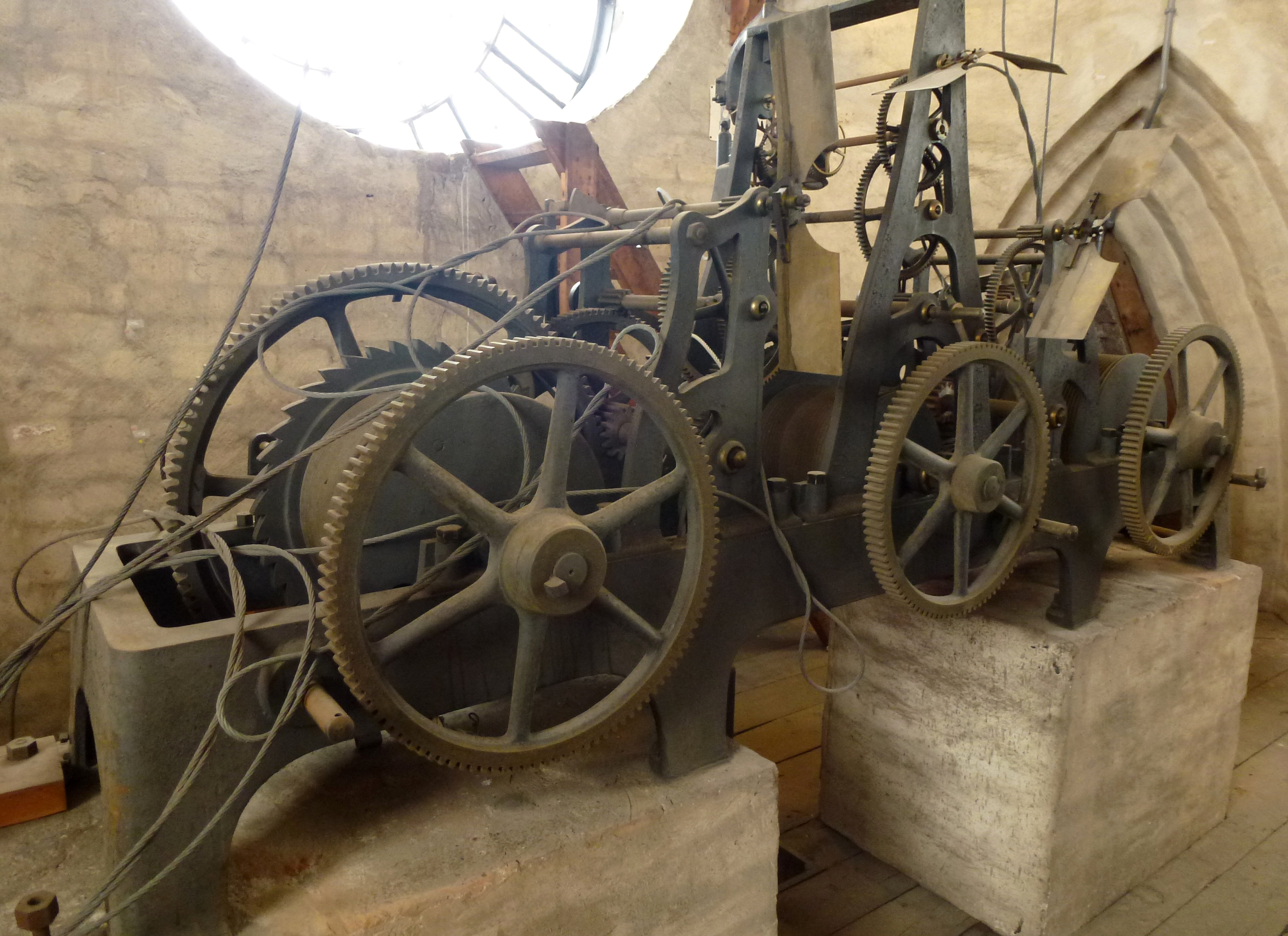
Äldre urverk för Klara kyrkas tornur.

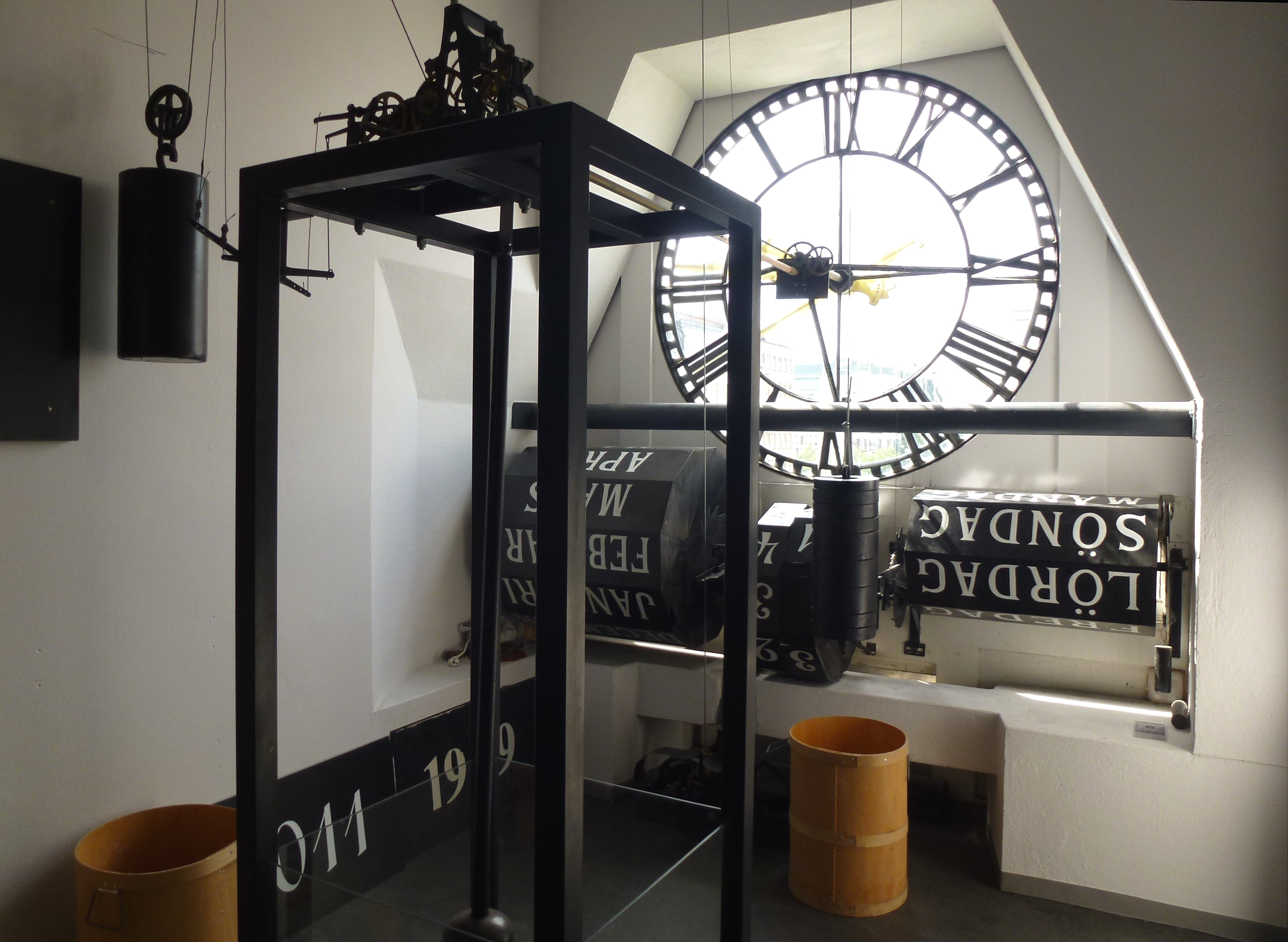
Urverk för Linderoths kalenderur.

Urverk används framförallt i ur och är ett finmekaniskt system för att visa tiden. Även helt eller delvis elektroniska urverk finns. i fackspråk kallas ett större urverk horologium.

## Allmänt
I ett urverk ingår en kraftkälla, en regulator, en tidhållare, en växelmekanism och en urtavla.
Kraftkällan kan vara ett lod, en fjäder, ett batteri, elektrisk ström eller något annat lämpligt.
Regulatorn överför i lämplig dos energin till tidhållaren genom en mekanisk eller elektronisk reglering. Frekvensgivaren/tidhållaren (pendel, oro, kvartskristall eller annan elektronisk svängningskrets) håller takten genom en konstant och regelbunden oscillerande rörelse. Klockans takt (frekvens) kan handla om tider i storlek sekund när det gäller pendeln till ett pendelur, till svängningar med frekvenser runt 32 kHz i ett kvartsur när en kvartskristall används som frekvensgivare. Genom en växelmekanism (kugghjul eller en elektronisk krets) omvandlas klockans frekvens till en regelbunden tidsvisning i timmar, minuter och sekunder (delar av sekunder).
Urtavlan kan vara analog med visare eller digital. I klockornas barndom användes enbart timvisare, nu används även minutvisare och ibland även sekundvisare. Digital tidvisning är normalt 12-timmars eller 24-timmars tidvisning. Vid annan tidvisning än vanlig dygnstid kompletteras tidsangivelsen med till exempel delar av sekunder eller tiden visas i dagar eller år, till exempel vid nedräkning till viss tidpunkt.
Urverken i armbandsklockor var tidigare helt mekaniska, men numera används oftast elektromekaniska urverk, som både är billigare och har mer exakt gång.
Drivkraften i ett mekaniskt armbandsur är en fjäder som antingen spänns manuellt genom att man vrider på den s.k. kronan eller automatiskt genom att en asymmetriskt upphängd vikt (se bild) rör sig i takt med rörelserna hos bärarens arm. Fjäderns kraft överförs till den mekanism som får visarna att röra sig via ett steghjul, vars rörelse styrs av oron och ankaret.
I ett elektromekaniskt verk används ett batteri som kraftkälla. Det finns även verk som laddar batteriet med hjälp av solceller eller en liten generator som får kraft från ett svänghjul, på samma sätt som i ett självuppdragande mekaniskt verk. Batteriet används för att driva en elektrisk krets med en stegmotor som styrs av en kvartskristall, och som driver visarmekanismen.
Med elektroniska urverk visas tiden med hjälp av siffror. För armbandsur används en LCD, som drar lite ström, men för andra klockor används även andra typer av displayer.
Även mekaniska verk som ger rörelser i till exempel leksaker kallas för urverk om de drivs av fjäder eller lod.

## Gångtid
Urverk brukar ibland delas in efter hur lång gångtid de har. Ett urverk med viss angiven gångtid har dessutom lite reservtid. En vanlig indelning är (gångtid inkl. reservtid inom parentes):
- 1 dygns gångtid (36 timmar)
- 1 veckas gångtid (8 dagar)
- 2 veckors gångtid (15 dagar)
- 1 månads gångtid (40 dygn)
- 1 års gångtid (400 dygn).

Vid batteridrivna elektriska urverk kan gångtiderna bli ännu längre, beroende på batteri och användning 1–3, ibland upp till 5 år. (Extrafunktioner av typ belysning etc. förkortar gångtiden.)